# 尚州站
尚州站（：／ Sangju yeok */?）是慶北線沿線的一座鐵路車站，位於韓國庆尚北道尚州市，有無窮花號列車停靠。

## 历史
- 1924年10月1日 - 落成使用。

## 相鄰車站
韓國鐵道公社
慶北線
青里－尚州－白元